# Mand mod hest
|  | Denne artikel er oprettet af botten PalnaBot ud fra en ekstern database. Den kan derfor have sproglige fejl eller mangler. Denne skabelon kan fjernes efter kontrol af indholdet. |

Mand mod hest er en dokumentarfilm fra 2003 instrueret af Franz Ernst.

## Handling
En gang om året rider de fleste af landsbyen Sabucedos indbyggere op i bjergene for at overvære en stor begivenhed - 'rapa des bestas - klipning af de vilde heste. Ifølge ritualet skal hestene berides, lægges ned i gruset og få klippet hale og manke. Jaime, som i mange år har været aloitador, følger slagets gang og giver gode råd til sin efterfølger.